# Maria Szpyrkówna

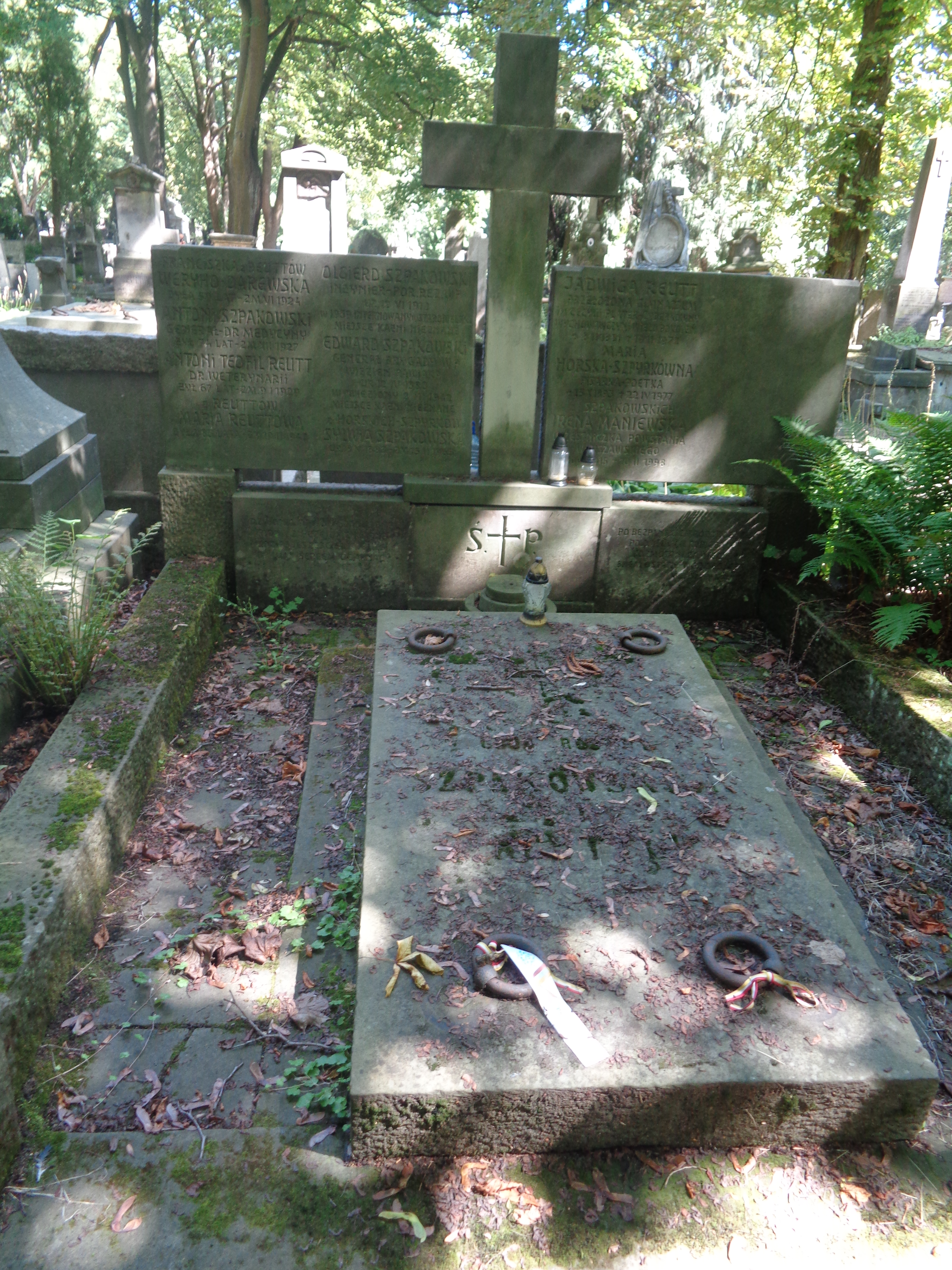
Nagrobek Marii Szpyrkówny na cmentarzu Powązkowskim

Maria Szpyrkówna (ur. 1 października?/13 października 1893 w Witebsku, zm. 22 kwietnia 1977 w Warszawie) – polska poetka, pisarka.

## Życiorys
Córka ziemianina Michała Horskiego-Szpyrko i Emilii z Reuttów. Po śmierci ojca w 1903 zamieszkała z rodziną w Sankt Petersburgu, gdzie ukończyła Instytut dla Szlachetnie Urodzonych Panien. Następnie wyjechała do Warszawy, gdzie uczyła się w Prywatnej Żeńskiej Szkole im. Cecylii Plater-Zyberkówny. W 1909 debiutowała na łamach „Prądu”, dwa lata później opublikowała zbiorek poetycki „Zwrotki jesienne”, w którym umieściła również tłumaczenia utworów Konstantina Balmonta. W tym samym roku rozpoczęła studia na Wydziale Filozoficznym Uniwersytetu Jagiellońskiego, jej wiersze publikował „Świat” i „Kurier Wileński”. W 1913 ukazał się drukiem zbiór opowiadań patriotycznych „Józiukowa niedziela”, w tym samym roku Biblioteka Warszawska wydała jej powieść obyczajową „Pierwiosnki” (wznowienie w 1928 ukazało się pod nowym tytułem „Nena zaczyna żyć”, rok później opublikowano kolejne części cyklu: „Nena się uczy” oraz „Nena się kocha”). W 1914 wyjechała na wakacje do Marianówki k. Mohylewa i po wybuchu wojny światowej nie mogła wrócić do Krakowa, wyjechała wówczas do Petersburga, gdzie pisała dla „Głosu Polskiego”. W 1916 w Moskwie jej utwory opublikowano w „Śpiewniku bogorodzkim”, wkrótce ukazała się drukiem powieść obyczajowa „Będziesz maleńką”. Rok później w „Gazecie Polskiej” opublikowano powieść „Grzech” (jej kontynuacja „Wielki Cham” ukazała się w Warszawie w 1920), w 1918 powróciła do Polski, gdzie podjęła pracę w Towarzystwie Gniazd Sierocych. Następnie została kierowniczką literacką w piśmie Warszawskiego Koła Polek „Nasza Praca”, należała do Towarzystwa Literatów i Dziennikarzy Polskich, w tym okresie tworzyła dla dzieci, jej utwory publikowały „Moje Pisemko” i „Płomyk”. W 1920 wyjechała do Stanów Zjednoczonych i Kanady, w 1922 organizowała konsulat polski w Chicago. Podczas pobytu napisała cykl reportaży „Gwiazdy i dolary”, które na bieżąco publikował „Bluszcz”. Po powrocie do kraju Maria Szpryrkówna nawiązała stałą współpracę z redakcją tego czasopisma i prowadziła tam rubrykę dotyczącą praw kobiet. Po przewrocie majowym wspólnie z Wandą Melcer-Rutkowską i Stanisławem Strumphem-Wojtkiewiczem opublikowała zbiór reportaży Warszawa w ogniu 12 V–16 V 1926 r. W 1927 ukazały się jej patriotyczne szkice dla młodzieży „Godzina bije!”.
W kolejnych latach publikowała powieści obyczajowe: „Kariera Haneczki” (1931, wznowienie 1934), „Skłamane szczęście” (1933), a także krótkie eseje na temat wychowania m.in. cykl „Zanim klamka zapadnie” publikowane na łamach „Bluszczu”. Równocześnie pracowała jako przedstawicielka Urzędu Emigracyjnego, z czym wiązały się jej liczne podróże zagraniczne, z których przysyłała korespondencję, które publikował „Bluszcz”. W tym okresie wyraźnie zauważalna jej fascynacja morzem. W 1934 opublikowała powieść „Błękitne pogranicze” oraz zbiór opowiadań marynistyczne pod wspólnym tytułem „Powrót na Bałtyk”. Rok później ukazał się reportaż o Gdyni „Miasto na żaglach”, który zadedykowała wicepremierowi Eugeniuszowi Kwiatkowskiemu. W połowie lat trzydziestych XX wieku ukazały się drukiem „Godzina bije”, „Trzy przygody” oraz powieść dla dzieci „Przygody Zosi Afrykanki”. Po wybuchu II wojny światowej mieszkała w Warszawie, a od 1941 w Otwocku. Podczas powstania warszawskiego była sekretarzem Komitetu Pomocy Społecznej. Po zakończeniu wojny pracowała w Polskim Radiu, jesienią 1945 miała poważny wypadek samochodowy po którym zamieszkała w Domu Literackim w Sopocie. W tym samym roku opublikowała „Pieśń o chlebie”, pierwszy fragment dramatu „Znaki” o tematyce biblijnej. W 1947 napisała modlitwę o pokój „Msza polska” na chór mieszany, publikowała również wiersze dla dzieci. W 1950 otrzymała pierwszą nagrodę w konkursie literackim za utwór „Słowo o Gdańsku”, na początku lat pięćdziesiątych zaczęła mieć poważne problemy ze wzrokiem oraz związane z tym problemy finansowe. Zamieszkała wówczas w Domu Pracy Twórczej Związku Literatów Polskich w Oborach, a następnie w Państwowym Domu Rencisty w Zielonce. W 1954 ukazał się tomik „Sztychy gdańskie”, wznowiony w 1963. W 1958 czasopismo „Katolik” przyznało Marii Szpyrkównie pierwszą nagrodę za dramat „Znaki”. W 1970 przeprowadziła się do Domu Pracowników Zdrowia, gdzie zmarła 22 kwietnia 1977 w wieku 83 lat. Pochowana na cmentarzu Powązkowskim w Warszawie (kwatera H, rząd 2, miejsce 12/13).
Maria Szpyrkówna była członkinią Związku Zawodowego Literatów Polskich, później Związku Literatów Polskich oraz Ligi Kobiet. Interesowała się ezoteryzmem, należała do Polskiego Towarzystwa Badań Psychicznych, była wiceprezeską Polskiego Towarzystwa Metapsychicznego, a od 1935 była redaktorką „Przeglądu Metapsychicznego”. Tematykę tę poruszyła w swoich powieściach „Tajemnica masońskiego zegaru”, „Człowiek, który zwariował”, „Gwiazda Lucyfera”.